# Гадре, Джон
Джон Гадре (фр. John Gadret; род. 22 апреля 1979, Эперне) — французский шоссейный велогонщик, выступавший на профессиональном уровне в период 2003—2015 годов. Победитель нескольких крупных гонок на шоссе, в том числе одного из этапов «Джиро д’Италия», таких гонок как «Тур де л’Эн», «Гран-при кантона Аргау» и др. Также известен по выступлениям в циклокросе.

## Биография
Джон Гадре родился 3 декабря 1942 года в городе Эперне департамента Марна, Франция.
Начинал спортивную карьеру в середине 1990-х годов в циклокросе, успешно выступал на юниорских и молодёжных соревнованиях, позже стал выигрывать взрослые французские национальные первенства. В составе французской национальной сборной принимал участие в международных гонках, дважды закрывал десятку сильнейших Кубка мира UCI, попадал в десятку сильнейших на чемпионатах мира по циклокросу.
Помимо выступлений в циклокросе Гадре также пробовал себя в шоссейном велоспорте, в начале 2000-х годов в составе любительской команды Roubaix отметился выступлениями на нескольких небольших гонках. В 2003 году в течение трёх месяцев стажировался в команде Cofidis.
В 2004 году подписал контракт с бельгийской проконтинентальной командой Vlaanderen–T-Interim и дебютировал в гранд-туре «Джиро д’Италия», однако вынужден был сойти с дистанции уже в ходе четвёртого этапа.
В 2005 году занял третье место на «Гран-при Виллер-Котре», был четвёртым на «Тро-Бро Леон», девятым на «Гран-при Валлонии».
Став членом команды ПроТура AG2R Prévoyance, в 2006 году на «Джиро д’Италия» Джон Гадре проявил себя как хороший горовосходитель, на трёх горных этапах занял 7, 6 и 5 места. Тем не менее, в ходе 18 этапа в результате неудачного падения он получил перелом ключицы и вновь снялся с гонки.
В 2007 году одержал победу в генеральной классификации «Тур де л’Эн», кроме того, выиграл здесь один из этапов и победил в горной классификации. Также был лучшим на «Гран-при кантона Аргау», занял седьмое место в общем зачёте «Вуэльты Каталонии» и восьмое место в классической гонке «Флеш Валонь». Впервые в карьере проехал супервеломногодневку «Тур де Франс» — расположился в итоговом протоколе на 54 строке.
В 2008 году выиграл четвёртый этап «Тур де л’Эн», стал восьмым на «Туре Романдии» и десятым на «Флеш Валонь», помимо «Тур де Франс» в этом сезоне впервые принял участие в «Вуэльте Испании», где занял в генеральной классификации 18 место.
На «Тур де Франс» 2010 года Гадре повёл себя неоднозначно, когда в ходе 15 этапа на последнем подъёме отказался отдать колесо лидеру своей команды Николасу Роучу, стоявшему на обочине с проколом, а затем вопреки установкам менеджера команды стал атаковать группу гонщиков, находившихся впереди Роуча. Роуч написал в блоге, что в автобусе хотел размозжить голову своему одноклубнику и не мог находиться с ним рядом: «Если бы Джона Гадре утром обнаружили бы мёртвым в номере отеля, я наверно был бы главным подозреваемым».
В 2011 году Гадре одержал победу на 11 этапе «Джиро д’Италия», тогда как в генеральной классификации стал третьим, уступив победившему итальянцу Микеле Скарпони чуть менее четырёх минут (изначально занял четвёртое место, но впоследствии в связи с аннулированием результатов Альберто Контадора переместился на третью строку).
На «Джиро д’Италия» 2012 года занял в генеральной классификации 11 место.
В 2013 году был третьим на «Рут-дю-Сюд» и «Тур де л’Эн», десятым на «Критериум Интернациональ» и «Туре Страны Басков», занял 22 место на «Тур де Франс».
По окончании сезона клуб отказался продлевать контракт с Джоном Гадре, и таким образом в 2014 году он оказался в испанской профессиональной команде Movistar Team. В новом коллективе использовался в основном как грегори в многодневных гонках, в том числе исполнял роль помощника Алехандро Вальверде на «Тур де Франс», где занял итоговое 19 место.
Завершив сезон 2015 года без каких-то больших достижений, Гадре покинул Movistar и, не получив подходящих предложений от шоссейных команд, вернулся в циклокрос.